# San Polo di Piave
San Polo di Piave é uma comuna italiana da região do Vêneto, província de Treviso, com cerca de 4.533 habitantes. Estende-se por uma área de 20 km², tendo uma densidade populacional de 227 hab/km². Faz fronteira com Cimadolmo, Fontanelle, Ormelle, Vazzola.

## Demografia
| Variação demográfica do município entre 1861 e 2011                               |
|                                                                                   |
| Fonte: Istituto Nazionale di Statistica (ISTAT) - Elaboração gráfica da Wikipedia |

## Pessoas notáveis
- Hilário Antoniazzi, (1948), arcebispo católico da Arquidiocese de Tunes

## Cidades Gêmeas
- Arroio Trinta, SC